# 朱迪丝·芭西
朱迪丝·伊娃·芭西（英语：Judith Eva Barsi，1978年6月6日—1988年7月25日），1980年代美国童星，曾在美剧《成长的烦恼》中饰演童年时期的卡萝尔。父亲约瑟夫·芭西和母亲玛利亚都是匈牙利移民，但约瑟夫长期对妻子和女儿实行家庭暴力。1988年7月25日夜，朱迪丝和母亲一同被父亲枪杀。两天后，约瑟夫将两人的尸体连同房子付之一炬，自己也饮弹自尽。
同年8月，朱迪丝和玛利亚被葬在森林草坪纪念公园。

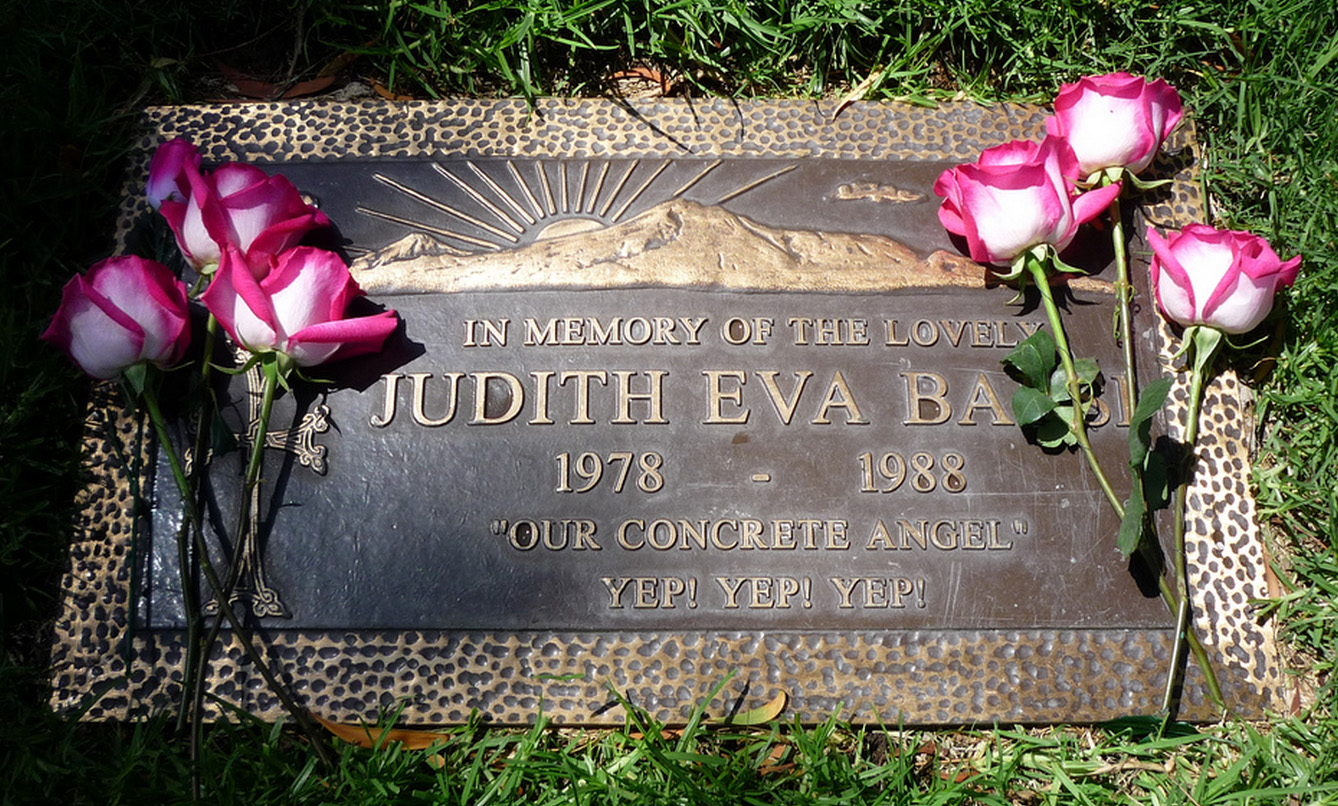
朱迪丝·芭西在森林草坪纪念公园的墓碑